# بخش سیلوانه
بخش سیلوانه، یکی از بخش‌های شهرستان ارومیه و بزرگ‌ترین بخش استان آذربایجان غربی ایران است. مرکز این بخش، شهر سیلوانه است.

## تقسیمات کشوری
| بخش     | مرکز بخش | جمعیت بخش ۱۳۹۵ | نام دهستان | مرکز دهستان | جمعیت دهستان ۱۳۹۵ | شهر     | جمعیت شهر ۱۳۹۵ |
| ------- | -------- | -------------- | ---------- | ----------- | ----------------- | ------- | -------------- |
| سیلوانا | سیلوانا  | ۶۰،۳۶۸ نفر     | مرگور      | سیلوانا     | ۴۰،۱۷۴ نفر        | سیلوانا | ۱،۶۱۴ نفر      |
| سیلوانا | سیلوانا  | ۶۰،۳۶۸ نفر     | دشت        | راژان       | ۱۰،۱۹۹ نفر        | سیلوانا | ۱،۶۱۴ نفر      |
| سیلوانا | سیلوانا  | ۶۰،۳۶۸ نفر     | ترگور      | موانا       | ۸،۳۸۱ نفر         | سیلوانا | ۱،۶۱۴ نفر      |

## رتبه در استان
بخش سیلوانا بر پایه سرشماری عمومی نفوس و مسکن در سال ۱۳۹۵، با جمعیت ۶۰٬۳۶۸ نفر بزرگ‌ترین و پرجمعیت‌ترین بخش استان بوده و جمعیت آن از ۷ شهرستان زیر بیشتر است و می‌تواند به شهرستان سیلوانا ارتقا یابد.
- منبع:فهرست شهرستان‌های استان آذربایجان غربی

| ردیف | شهرستان | مرکز         | جمعیت سال ۱۳۹۵ | سال تأسیس |
| ---- | ------- | ------------ | -------------- | --------- |
| ۱    | شوط     | شوط          | ۵۵٬۶۸۲         | ۱۳۸۶      |
| ۲    | چایپاره | قره‌ضیاءالدین | ۴۷٬۲۹۲         | ۱۳۸۶      |
| ۳    | چالدران | سیه‌چشمه      | ۴۵٬۰۶۰         | ۱۳۷۵      |
| ۴    | پلدشت   | پلدشت        | ۴۲٬۱۷۰         | ۱۳۸۶      |
| ۵    | میرآباد | میرآباد      | ۲۹٬۴۹۸         | ۱۴۰۱      |
| ۶    | چهاربرج | چهاربرج      | ۲۶٬۲۱۹         | ۱۴۰۰      |
| ۷    | باروق   | باروق        | ۲۲٬۳۸۵         | ۱۴۰۰      |

## مردم‌شناسی
مردم این بخش کرد هستند و به زبان کردی کرمانجی صحبت می‌کنند؛ همچنین پیرو دین اسلام و مذهب شافعی می‌باشند.

## جمعیت
بر پایه سرشماری عمومی نفوس و مسکن در سال ۱۳۹۵، جمعیت بخش سیلوانه برابر با ۶۰٬۳۶۸ نفر بوده است.